# 雅克·蒂贝
雅克·蒂贝（法語：Jacques Thubé，1882年6月22日—1969年5月14日），法国男子帆船运动员。他曾代表法国参加1912年夏季奥林匹克运动会帆船比赛，获得一枚金牌。他于1969年在南特去世。